# شركة التأمين الوطنية (العراق)
شركة التأمين الوطنية هي شركة تأمين حكومية تأسست وفق القانون رقم 56 لسنة 1950.

## النشأة
شركة التأمين الوطنية هي إحدى تشكيلات وزارة المالية تأسست وفق القانون رقم 56 لسنـة 1950 برأسمـال أسمي قدره مليون دينار، وأصبحت شـركة عامة لممارسة كل أنواع التأمين بموجب قانون الشركات العامة رقم (22) لسنة 1997 وتم زيادة رأسمالها ليصل في عام 2006 إلى 15 مليار دينار وفي عام 2023 تم زيادة رأس مال الشركة إلى 60 مليار دينار. وتقديم الشركة جميع أنواع التأمين (الحريق والحوادث، الهندسي، السيارات، الزراعي، البحري، والتأمين على الحياة، وتأمين السفن والطيران وإعادة التأمين) كما تقدم الشركة المشـورة التخصصية في مجال التأمين. ويعتبر الاستثمار رديف لأعمال التأمين حيث تستثمر الشركة في مجالات عدة منها (الاسـتثمار العقاري، والودائع والحوالات، والمساهمة في رأسمال الشـركات المختلطة والأهلية عراقية وعربية، الإقراض العقاري وغيرها).